# Banca Creditcoop
Banca cooperatistă CREDITCOOP este o instituție de credit din România constituită ca o asociație autonomă de persoane fizice unite voluntar, în scopul îndeplinirii nevoilor și aspirațiilor lor comune, de ordin economic, social și cultural. Aceasta este formată din Banca Centrală Cooperatistă Creditcoop și cele 34 de bănci cooperatiste asociate.
Activitățile principale ale Creditcoop sunt: atragerea de depozite sau alte fonduri rambursabile și acordarea de credite, membrilor cooperatori, persoanelor fizice, persoanelor juridice ori altor entități ce domiciliază, au reședința sau locul de muncă, respectiv au sediul social și desfășoară activitate, în raza teritorială de operare a băncii cooperatiste. Cu toate acestea, băncile cooperatiste, inclusiv CREDITCOOP, nu pot participa la capitalul social al unei societăți comerciale, nu pot efectua investiții în valori mobiliare sau titluri emise de fonduri de investiții, fonduri de pensii.
Banca Centrală Cooperatistă Creditcoop are deschis cont curent la Banca Națională a României pentru operațiunile de încasări și plăți ale propriei rețele în relația cu Trezoreria Statului și cu celelalte instituții de credit. Organizațiile cooperatiste de credit din rețeaua CREDITCOOP participă la Fondul de Garantare a Depozitelor Bancare potrivit condițiilor și prevederilor legale în materie. În plus, CREDITCOOP garantează în întregime obligațiile băncilor cooperatiste afiliate, având constituită, în acest scop, rezerva mutuală de garantare, pe baza cotizațiilor băncilor cooperatiste și a unei cote din profitul brut al Băncii Centrale Cooperatiste.
Creditcoop, care face parte din Creditcoop, este banca cu cea mai mare acoperire în mediul rural din România. Potrivit legislației actuale, poate fi membru (proprietar) al unei bănci cooperatiste, și în același timp utilizator al acesteia, orice persoană fizică cu capacitate de exercițiu care are domiciliul, rezidența sau locul de muncă în raza de operare a respectivei instituții de credit cooperatist, care a semnat statutul acesteia și a subscris și vărsat minimul de părți sociale prevăzut în actul constitutiv. Hotărârile adunărilor generale se iau democratic, pe baza principiului un om – un vot.

## Istorie
Creditcoop are o istorie de peste 165 ani, deține peste 650.000 de membri asociați și peste 1,2 milioane de clienți.
- 1851 - Se înființează prima bancă populară din Ardeal, în ținutul austriac al Bistriței, concomitent cu cele dintâi societăți de credit din Germania.
- 1855 - Ia ființă la Brăila, o asociație de economie, credit și ajutor mutual, denumită "Înfrățirea".
- 1860 - Ion Ionescu de la Brad înființează în satul Brad, județul Roman, o bancă populară și o casă de păstrare școlară.
- 1867 - Visarion Roman pune bazele "Societății de păstrare și împrumut" din Rășinari, comitatul Sibiu, prima cooperativă de credit și, totodată, prima instituție financiară românească din Ardeal (după modelul Schulze-Delizsch).
- 1870 – P.S. Aurelian fondează la București Societatea de economie și credit "Economia" (după modelul Schulze-Delizsch).
- 1871-1881 – Apar societăți de economie și credit în aproape toate orașele țării și chiar în câteva sate.
- 1886 - C. Dobrescu-Argeș înființează banca populară "Frăția" în Domnești și societatea de consum "Economatul" în Retevoiești, județul Argeș.
- 1887 - Se elaborează Codul comercial al României, care cuprinde și "Dispozițiuni relative la societățile cooperative" în titlul VIII, secțiunea VII (art. 221-235), impulsionând apariția multor societăți de tip cooperatist.
- 1891-1902 – Apar numeroase societăți cooperative de credit, denumite și "bănci populare sătești", care marchează afirmarea mișcării cooperatiste în România.
- 1895 - Cooperația din România devine membră fondatoare a Alianței Cooperatiste Internaționale, cu sediul la Londra, alături de Marea Britanie, Franța, Italia și Belgia.
- 1898-1902 – Spiru C. Haret, considerat "ctitorul băncilor populare", desfășoară o activitate remarcabilă pe tărâmul afirmării mișcării cooperatiste în mediul rural.
- 1903 - Este promulgată "Legea băncilor populare sătești și a Casei lor centrale", care, prin modificările ulterioare, își extinde aria asupra tuturor categoriilor de organizații cooperatiste.
- 1917 - Se înființează "Casa Centrală a Cooperației și Împroprietăririi Sătenilor".
- 1929 - Este promulgată "Legea pentru organizarea cooperației", care suferă mai multe modificări, până în anul 1939.
- 1938 - Ia ființă "Institutul Național al Cooperației" – INCOOP.
- 1954 - Prin Decretul nr. 455 din 10 decembrie, se înființează Banca Agricolă și se reînființează cooperativele de credit și economie.
- 1970 - Apare "Legea cu privire la organizarea și funcționarea cooperației de consum".
- 1990 - La 8 februarie este promulgat "Decretul-Lege nr. 67 privind organizarea și funcționarea cooperației de consum și de credit".
- 1996 - Parlamentul României adoptă "Legea nr. 109 privind organizarea și funcționarea cooperației de consum și a cooperației de credit".
- 2000 - Guvernul României emite Ordonanța de Urgență nr. 97 privind organizațiile cooperatiste de credit.
- 2002 - Parlamentul României adoptă Legea 200/2002 pentru aprobarea O.U.G. nr. 97/2000.
  - Rețeaua cooperatistă CREDITCOOP primește autorizație de funcționare din partea B.N.R.-ului.
  - Casa Centrală de la CREDITCOOP devine membră a Fondului de Garantare a Depozitelor din Sistemul Bancar.
- 2003 - Casa Centrală de la CREDITCOOP devine membră a Asociației Române a Băncilor și a Asociației Europene a Băncilor Cooperatiste.
- 2004 - Parlamentul României aprobă Legea nr. 122 pentru modificarea Ordonanței de urgență a Guvernului nr. 97/2000 privind organizațiile cooperatiste de credit.
- 2006 - Guvernul Romaniei adopta Ordonanta de urgență 99/6 dec. 2006 privind instituțiile de credit și adecvarea capitalului, care cuprinde și reglementări specifice organizațiilor cooperatiste de credit. Potrivit prevederilor acestui act normativ, cooperativelor de credit li s-a dat dreptul să folosească denumirea de “bănci cooperatiste“.
- 2006 - Creditcoop deținea active reprezentând echivalentul a 159,7 milioane de euro, respectiv 0,3% din activele totale ale băncilor comerciale
- 2007 - Parlamentul României aprobă Legea nr. 227/4 iulie privind aprobarea și modificarea Ordonanței de urgență a Guvernului nr. 99/2006 privind instituțiile de credit și adecvarea capitalului.
- 2009 - Guvernul Romaniei adopta Ordonanta de urgenta nr. 25/18.III.2009 pentru modificarea și completarea O.U.G nr. 99/2006 privind institutiile de credit si adecvarea capitalului.
- 2010 - Guvernul Romaniei adopta Ordonanta de urgenta nr. 26/31.III.2010 pentru modificarea si completarea O.U.G. nr. 99/ 2006 privind instituțiile de credit și adecvarea capitalului si a altor acte normative.
- 2011 - Guvernul României adoptă Ordonanța nr. 13/24.VIII.2011 privind dobânda legală remuneratorie și penalizatoare pentru obligații bănești, precum și pentru reglementarea unor măsuri financiar-fiscale în domeniul bancar
- 2012 - Guvernul României adoptă Ordonanța nr. 1/11.I.2012 pentru modificarea și completarea unor acte normative din domeniul instituțiilor de credit
- 2013 - Guvernul României adoptă Ordonanța de urgență nr. 113/18.XII.2013 privind unele măsuri bugetare și pentrumodificarea și completarea Ordonanței de urgență a Guvernului nr. 99/2006 privind instituțiile de credit și adecvarea capitalului
- 2015 - Parlamentul  României  adoptă  Legea nr. 29/09.III.2015  pentru  aprobarea  Ordonanței  de urgență  a Guvernului nr. 113/2013 privind unele măsuri bugetare și pentru modificarea Ordonanței de urgență a Guvernului  nr. 99/2006 privind instituțiile de credit și adecvarea capitalului.[4]

## Premii
- Gala "Bancher de Top", ediția 2019[5]
  - Dinamica profit
  - Cea mai bună gestionare a NPL-ului
- Gala de premiere "Bancheri de top", ediția a XI-a: Cea mai bună dinamică a profitului (bănci cu active sub 2 mld. lei)[6]